# Saint-Mards-de-Blacarville
Saint-Mards-de-Blacarville è un comune francese di 801 abitanti situato nel dipartimento dell'Eure nella regione della Normandia.

## Società

### Evoluzione demografica
Abitanti censiti